# Szinuszcsomó
A szinuszcsomó a szív jobb pitvarának falában lévő, a szívizomzat összehúzódásait szabályozó ingerületkeltő központ (72 impulzus/perc). Módosult szívizomsejtekből áll, amelyek sejthártyája – a normális (munka) szívizomsejtekével ellentétben – fokozottan átengedi a nátriumionokat (úgynevezett szivárgó Na+-áramok), ezáltal a legnegatívabb membránpotenciál is pozitívabb a munkaizomsejtekéhez képest. A diasztolés hiperpolarizáció egy különleges Na+-áramot indít el (funny-áram), ami a pacemaker-potenciál kialakulásának feltétele, és periodikus depolarizációhoz vezet. Külső hatások hiányában ez kb. egy másodperc utáni összehúzódást, és ezzel percenként 60 szívverést eredményez; ezt az ütemet a plexus cardiacus gyorsítani, a bolygóideg pedig lassítani tudja. 